# کیم گا یون
کیم گا یون (کره‌ای: 김가연؛ زادهٔ کیم سو یون در ۹ سپتامبر ۱۹۷۲) بازیگر اهل کره جنوبی است.